# Problema (filosofia)
Problema para a filosofia é, em geral, qualquer situação que inclua a possibilidade de uma alternativa. Não deve ser confundido com a dúvida, que é uma questão do ser, uma confusão de crença do mesmo. Ao ser solucionada, a dúvida se torna crença ou descrença. O problema, por sua vez, ao ser solucionado não deixa de ocorrer, necessariamente, dando origem ao conceito de problematicidade. Problema é a constatação de que um fenômeno observado não tem sentido único, ele pode ser confeccionado por várias alternativas.
A noção de problema adveio da matemática (Proclo, Com. ao I de Euclides), que o distinguiu da noção de teorema. Esta visão de problema diz respeito a algo que parte de uma observação imbuída de algum conhecimento prévio para a tentativa de ser conceber algo ainda desconhecido.
Aristóteles observava o problema no campo da dialética: dado um problema constatado, o indivíduo buscará, no caso dos problemas de ordem prática, a escolha ou a recusa, e nos de ordem teórica, a decisão de verdade ou de conhecimento. Ainda segundo o filósofo, problema pertencer ao campo da dialética é fundamental, pois esta é a esfera do discurso provável, onde não há verdade absoluta, onde não há ainda ciência. Desta forma dá-se a definição de indeterminação de um problema, algo que será superado pela atividade de investigação científica e posterior determinação deste.
John Dewey (Lógica, 1939, Cap. VI) propôs uma boa definição de problema:
"É a situação que constitui o ponto de partida de qualquer indagação, ou seja, a situação é indeterminada. Ela se torna problemática no próprio processo de sujeição à indagação."
A enunciação de um problema permite a antecipação de uma ideia sobre sua solução. A sistematização da ideia gera o raciocínio, que faz o desenvolvimento de suas questões inerentes. A solução real de um problema é sua determinação da situação embaraçosa inicial. Esta é uma situação unificada e contém relações constitutivas e distintivas. G. Boas (The Inquiring Mind, 1959, p.56) define problema como algo observável fora da norma.

1. ↑  Moraes de Araújo, Giovanni (2010). «2». Elementos do Sistema de Gestão de SMSQRS - Volume 2. Rio de Janeiro: Gerenciamento Verde Consultoria, Editora e Livraria Virtual. 200 páginas. Consultado em 22 de novembro de 2016